# Взгляд (интернет-газета)
«Взгляд.ру» — российское интернет-издание, выходящее с мая 2005 года и распространяемое бесплатно.

## История
Создателем медиа был медиаменеджер Константин Рыков. Предполагаемый тираж для Москвы должен был составить 100 000 экземпляров, выпускаемых еженедельно. Издавать планировалось на глянцевой бумаге, частично цветной, частично чёрно-белой, общим размером в 60 полос, стоимость проекта также не называлась. Сайт начал работу 23 мая 2005 года, пилотный номер «Взгляда.ру» на бумаге вышел в ноябре 2006 года.
Издание занималось публикацией новостей, новостных заметок и колонок журналистов, в числе которых были Максим Кононенко, Владимир Мамонтов и Тина Канделаки. Сайт активно занимался наведением своего трафика с других интернет-ресурсов — в первую очередь с портала Mail.Ru, на главной странице которого с июля 2005 года по лето 2006 года висел блок со ссылками на новости газеты.
По состоянию на 2005 год издание состояло из новостной ленты и 5 рубрик: экономика, политика, общество, культура и спорт. Каждый день выходило примерно 15 оригинальных развёрнутых материалов, несколько авторских колонок и обзор прессы.
Владельцем издания с 2013 года являлся «Институт социально-экономических и политических исследований» (ИСЭПИ), которым руководит бывший заместитель начальника управления по внутренней политике администрации президента Дмитрий Бадовский. Издатель — ООО «Деловая газета „Взгляд“».
С 17 августа 2017 года издание перешло под контроль «Экспертного института социальных исследований», связанного с администрацией президента России под руководством Антона Вайно. При этом возглавлявшего издание на протяжении десяти лет Алексея Шаравского на посту главного редактора издания сменил Константин Кондрашин.
В марте 2020 года в издании появилась статья журналиста и политолога Александра Малькевича с обвинениями редакции Википедии в информационной войне против России. В качестве доказательств политолог указал на то, что в Википедии под предлогом вандализма была удалена статья «Продажность администрации русскоязычной Википедии», созданная проектом «Антипропаганда».
После начала вторжения России на Украину в 2022 году издание «Взгляд», которое и ранее использовало буквосочетание VZ в качестве логотипа, стилизовало его под символы российского вторжения.

## Оценки деятельности
Александр Шмелев, бывший главный редактор издания в 2007—2008 годах, в 2013 году заявил, что после парламентских и президентских выборов 2007 и 2008 годов «именно мы тогда оказались на передовой этой кампании, и именно через нас проходили самые жёсткие пропагандистские материалы, вследствие чего само слово „Взгляд“ стало нарицательным в блогах и соцсетях» и что работу сайта тогда ежемесячно курировали Рыков и тогдашний заместитель начальника управления внутренней политики Президента РФ Алексей Чеснаков.
Издание Colta.ru называет «Взгляд» одним из «специальных идеологических проектов Кремля», создававшихся под главу администрации президента РФ Владислава Суркова. Российская журналистка Олеся Шмагун также называет «Взгляд» образцом «сурковской пропаганды».

## Санкции
22 сентября 2023 года, на фоне вторжения России на Украину, издание «Взгляд» включено в санкционный список Канады.

## Главные редакторы
- Алексей Гореславский (2005—2006)
- Александр Шмелёв (2007—2008)[9]
- Алексей Шаравский (2008—2018)
- Константин Кондрашин (с 2018 года)[14]